# Samšina
Samšina település Csehországban, a Jičíni járásban. Samšina Mladějov, Zámostí-Blata, Dolní Lochov, Sobotka, Ohařice, Markvartice és Holín településekkel határos. Lakosainak száma 261 fő (2024. január 1.).

## Népesség
A település lakosságának változását az alábbi diagram mutatja:
| Lakosok száma | 952  | 810  | 711  | 431  | 306  | 234  | 263  | 263  | 255  | 261  |
|               | 1869 | 1890 | 1921 | 1950 | 1980 | 2001 | 2017 | 2019 | 2022 | 2024 |